# Singles of the 90's
Singles of the 90's är Ace of Base första singelsamling och gavs ut den 15 november 1999. Singles of the 90's innehåller 13 av Ace of Base framgångsrikaste singlar samt tre nyinspelade spår (C'est La Vie (always 21), Hallo Hallo & Love in December). Every Time It Rains som tidigare endast varit tillgänglig i USA & England finns även med på albumet. Samlingen möttes av positiva recensioner från många av Sveriges musikrecensenter. Bland annat fick samlingen tre plus av Aftonbladet och fyra fyrar i GP. 
Det var Jenny, Ulf & Malin som promotade albumet. Jonas valde att inte följa med på promotion turnén eftersom hans dotter skulle födas i samma månad. Gruppen besökte Tyskland, Frankrike, Sverige, Danmark & Norge för att lansera albumet. 
C'est La Vie (always 21) var första singeln från samlingen. C'est La Vie (always 21) blev ingen stor hit men nådde topp placeringar i Spanien & Chile, topp tio i Danmark, Ungern & Rumänien samt topp 20 i Finland. Videor till singeln spelades in i bandets hemstad Göteborg. 
Singles of the 90's blev ingen storsäljare men nådde topp 40 positioner i så gott som hela Europa och Japan. Singles of the 90's har sålts i över 1 000 000 exemplar. 
Hallo Hallo gavs ut som samlingens andra singel. Hallo Hallo blev Ace of Base hittills största singelflopp i Tyskland där singeln nådde en blygsam 99:e plats. Bättre gick det i Finland där singeln nådde plats nummer 12 på singellistan och i Spanien landade Hallo Hallo precis utanför topp 20. 
I USA släpptes ett motsvarande album under namnet "Greatest Hits" den 18 april 2000. Låtlistan på Greatest Hits anses vara underlägsen den som finns på Singles of the 90's. Greatest Hits innehåller sex av deras USA singlar, men också Life Is a Flower & Always Have, Always Will som inte släppts som singlar i USA. Arista Records valde också att inte inkludera Hallo Hallo & Love in december utan endast C'est La Vie (always 21).
En dansversion av balladen Every Time It Rains släpptes endast som radiosingel i USA. Singeln ignorerades av de amerikanska radiostationerna och spelades endast på en handfull stationer. Albumet sålde inte tillräckligt många exemplar första veckan för att kunna göra entré på Billboards topp 200 album (5000 exemplar såldes första veckan). Ett fan till gruppen fick efter ett telefonsamtal med Arista Records 2001 reda på att Greatest Hits sålts i ungefär 50 000 exemplar i USA. 

## Låtlista
1. C'est La Vie (always 21)
2. The Sign
3. Beautiful Life
4. Hallo Hallo
5. Always Have, Always Will
6. Love in December
7. All That She Wants
8. Living in Danger
9. Everytime It Rains
10. Don't Turn Around
11. Cruel Summer
12. Happy Nation
13. Lucky Love
14. Never Gonna Say I'm Sorry
15. Life Is a Flower
16. Wheel of Fortune

Greatest Hits
1. The Sign
2. All That She Wants
3. Every Time It Rains (Metro Remix)
4. Beautiful Life
5. Cruel Summer
6. Don't Turn Around
7. Lucky Love (Acoustic Version)
8. Always Have, Always Will
9. Life Is a Flower
10. C'est La Vie (always 21)
11. Lucky Love (Frankie Knuckless Mix)
12. Beautiful Life (Junior Vasques Mix)

## Listplaceringar
- Sverige #36
- Norge #35
- Finland #29
- Tyskland #21
- Schweiz #14
- Österrike #32
- Spanien #24
- Frankrike #25
- Japan #23
- England #62